# Ernst Schröder (Archivar)
Ernst Schröder (* 5. November 1907 in Loitz; † 17. November 1999 in Essen) war ein deutscher Historiker, Archivar und Bibliothekar.
Er war von 1947 bis 1955 in der Kruppschen Bücherhalle beschäftigt und leitete anschließend bis 1972 das Historische Archiv Krupp. Er war Mitglied im Historischen Verein für Stadt und Stift Essen.
Seine Forschungsschwerpunkte waren die Geschichte der Firma Krupp und die Lokalgeschichte Essens.

## Schriften (Auswahl)
- Krupp (= Persönlichkeit und Geschichte. Bd. 5). 4. Aufl. Göttingen: Muster-Schmidt, 1991 (zuerst 1957).
- Die Entwicklung der Kruppschen Konsumanstalt. 2., durchges. u. erg. Aufl. Neustadt/Aisch: Schmidt, 1989.
- Essener Persönlichkeiten. Neustadt/Aisch: Schmidt, 1986.
- Die Essener Handelskammer. Neustadt/Aisch: Schmidt, 1985, 2., umgearb. u. erw. Aufl. von Die Essener Handelskammer und ihr Kampf um die Führung im Ruhrrevier, Neustadt/Aisch: Schmidt, 1983.
- Otto Wiedfeldt. 2., überarb. Aufl. Neustadt/Aisch: Schmidt, 1981 (zuerst 1964).
- Christian Friedrich von Stockmar. Ein Wegbereiter der deutsch-englischen Freundschaft. Essen: Webels, 1950.
- Albrecht von Stosch, der General-Admiral Kaiser Wilhelms I. Berlin: Ebering, 1939.